# Давыдова (озеро)
Давыдова — озеро в Костанайском районе Костанайской области Казахстана. Находится в 1 км к юго-западу от посёлка Светлый-Жар-коль.
По данным топографической съёмки 1943 года, площадь поверхности озера составляет 1,04 км². Наибольшая длина озера — 1,5 км, наибольшая ширина — 1,1 км. Длина береговой линии составляет 4 км, развитие береговой линии — 1,1. Озеро расположено на высоте 189 м над уровнем моря.